# ريتش ميريت
ريتش ميريت (بالإنجليزية: Rich Merritt)‏ هو ضابط ومحامي أمريكي، ولد في 26 سبتمبر 1967 في غرينفيل في الولايات المتحدة.

## وصلات خارجية
- الموقع الرسمي